# Halder Gomes
Halder Catunda Gomes (Fortaleza, 15 de fevereiro de 1967) é um cineasta brasileiro.

## Biografia
Nascido na capital cearense, passou a infância em Senador Pompeu. É formado em Administração e mestre de taekwondo.
Halder iniciou sua carreira no cinema em 1991, quando fez suas primeiras participações como dublê de lutas em filmes de artes marciais, em Los Angeles, Califórnia.
Estreou como diretor de cinema com o curta-metragem Cine Holiúdy – O astista contra o caba do mal, de 2004. A experiência serviu de embrião para o longa Cine Holliúdy, que foi o filme brasileiro com melhor média de público por sala em 2013.
Também assinou o roteiro de Área Q (2011), dirigido pelo também cearense Gerson Sanginitto.
Até o momento seus filmes já foram exibidos oficialmente (cinema, festivais, TV aberta, cable, DVD, etc...) em 25 países diferentes.
Após a boa experiência com Cine Holiúdy, Halder retornou ao sertão do ceára em novembro de 2020 para gravar o filme Bem-vinda a Quixeramobim, que estreia no 24º Festival do Cinema Brasileiro de Paris (Festival du Cinéma Brésilien de Paris) em 4 de abril de 2022. Ainda em 2022, Halder produziu a série O Cangaceiro do Futuro, parte do projeto da Netflix Mais Brasil na Tela tendo estreia prevista para segundo semestre de 2022.

## Filmografia

### Cinema
| Ano  | Título                                  | Notas                        |
| ---- | --------------------------------------- | ---------------------------- |
| 2022 | Bem-vinda a Quixeramobim                |                              |
| 2021 | Cabras da Peste                         |                              |
| 2019 | Cine Holliúdy 2: A Chibata Sideral      |                              |
| 2017 | Os Parças                               |                              |
| 2016 | Shaolin do Sertão                       |                              |
| 2013 | Cine Holliúdy                           |                              |
| 2011 | As Mães de Chico Xavier                 | Codirigido com Glauber Filho |
| 2008 | Cadáveres 2                             |                              |
| 2004 | Sunland Heat – No Calor da Terra do Sol |                              |

### TV
| Ano         | Título                 | Notas                                                                  |
| ----------- | ---------------------- | ---------------------------------------------------------------------- |
| 2019 - 2023 | Cine Holliúdy          | Baseado no filme homônimo, lançado em 2013 e dirigido por Halder Gomes |
| 2022        | O Cangaceiro do Futuro |                                                                        |

### Curtas
| Ano  | Título                                         |
| ---- | ---------------------------------------------- |
| 2007 | Loucos de futebol                              |
| 2004 | Cine Holliúdy – O astista contra o caba do mal |